# Рейчъл Кейн
Рейчъл Кейн (на английски: Rachel Caine) е псевдоним на Роксан Лонгстрийт, по мъж Конрад (на английски: Roxanne Longstreet Conrad) – американска писателка на бестселъри в жанра фентъзи, хорър, трилър, научна фантастика и паранормален любовен роман. Пише и под псевдонимите Иън Хамъл (на английски: Ian Hammell) и Джули Форчън (Julie Fortune). 
Тя е плодовита авторка на повече от 50 книги и е най-известна с поредицата „Вампирите от Морганвил“ и вселената на „Пазителят на времето“.

## Биография и творчество
Родена е на 27 април 1962 г. в Уайт Сандс, Ню Мексико, САЩ. Пише от 14-годишна възраст. Завършва гимназия „Сокоро“ в Ел Пасо, Тексас. През 1985 г. завършва Тексаския технически университет с бакалавърска степен по счетоводство и с втора специалност по музика.
Работи като професионален музикант в няколко оркестъра, работейки с музиканти като Анри Манчини, Питър Неро и Джон Уилямс, като графичен дизайнер и уеб дизайнер, а в периода 2008 – 2009 г. и като директор по корпоративни комуникации на голяма международна компания. Среща съпруга си, художника Кат Конрад, на конгрес през 1991 г. 
От 2010 г. се посвещава на писателската си кариера. Първата ѝ книга Stormriders е публикувана през 1990 г. Оттогава е автор на над 50 романа, сред които и книгите от фентъзи поредицата „Вампирите от Морганвил“, бестселъри на „Ню Йорк Таймс“ и „Ю Ес Ей Тудей“.
През 2014 г. започва екранизация по поредицата „Вампирите от Морганвил“ в телевизионния минисериал Morganville: The Series с участието на Линдзи Зайдел и Амбър Бенсън.
Роксан Конрад живее със семейството си във Форт Уърт, Тексас.
През 2018 г. ѝ е поставена диагноза „рак на меките тъкани“. Умира на 58-годишна възраст през 1 ноември 2020 г.

## Произведения

### Като Рейчъл Кейн

#### Самостоятелни романи
- Prince of Shadows (2014)

#### Поредица „Пазителят на времето“ (Weather Warden)
1. Ill Wind (2003)
2. Heat Stroke (2004)
3. Chill Factor (2005)
4. Windfall (2005)
5. Firestorm (2006)
6. Thin Air (2007)
7. Gale Force (2008)
8. Cape Storm (2009)
9. Total Eclipse (2010)
10. Red Hot Rain (2011)

- Shiny (2011) в Chicks Kick Butt

#### Поредица „Дните на червеното писмо“ (Red Letter Days)
1. Devil's Bargain (2005)
2. Devil's Due (2006)

#### Поредица „Вампирите от Морганвил“ (Morganville Vampires)
1. Glass Houses (2006)
Стъклени къщи, изд.: ИК „Ибис“, София (2010), прев. Катя Радославова
2. The Dead Girl's Dance (2007)
Танцът на мъртвите момичета, изд.: ИК „Ибис“, София (2010), прев. Катя Радославова
3. Midnight Alley (2007)
Среднощна алея, изд.: ИК „Ибис“, София (2011), прев. Вера Паунова
4. Feast of Fools (2008)
Балът на глупците, изд.: ИК „Ибис“, София (2012), прев. Стамен Стойчев
5. Lord of Misrule (2008)
6. Carpe Corpus (2009)
7. Fade Out (2009)
8. Kiss of Death (2010)
9. Ghost Town (2010)
10. Bite Club (2011)
11. Last Breath (2011)
12. Black Dawn (2012)
13. Bitter Blood (2012)
14. Fall of Night (2013)
15. Daylighters (2013)

- 0.1 Myrnin's Tale (2012)
- 0.2 Viper and the Farmer (2015)
- 0.5 The First Day of the Rest of Your Life (2007)
- 1.4 Eve's Diary (2010)
- 1.5 Amelie's Story (2010)
- 2.5 Grudge (2012)
- 4.5 Dead Man Stalking (2010)
- 6.5 Murdered Out (2013)
- 6.6 All Hallows (2009)
- 7.5 Worth Living For (2010)
- 9.1 Sam's Story (2010)
- 10.1 Wrong Place, Wrong Time (2010)
- 10.2 Vexed (2010)
- 10.5 Anger Management (2013)
- 10.6 Automatic (2011)
- 12.3 Signs and Miracles (2012)
- 12.5 Dark Rides (2012)
- 13.5 Lunch Date (2010)
- 15.1  Your Mileage May Vary (2015)
- 15.6 Pitch-Black Blues; And One for the Devil;  Let Them Eat Cake; Drama Queen's Last Dance (2015)

##### Антологии и сборници
- The Morganville Vampires, Volume 1 (2009)
- The Morganville Vampires, Volume 2 (2010)
- The Morganville Vampires, Volume 3 (2010)
- The Morganville Vampires, Volume 4 (2011)
- The Morganville Vampires Books 1-8 (2010)
- The Morganville Vampires, #1-9 (2011)
- The Morganville Vampires, #1-11 (2011)
- The Morganville Vampires, #4-6 (2011)
- The Morganville Vampires, #1-12 (2012)
- The Morganville Vampires Collection #1-4 (2013)
- The Morganville Vampires Collection, #1-15 (2013)

#### Поредица „Извън сезона“ (The Outcast Season)
1. Undone (2008)
2. Unknown (2010)
3. Unseen (2011)
4. Unbroken (2012)

- 3.5 Running Wild (2011)

#### Поредица „Сектантът“ (Revivalist)
1. Working Stiff (2011)
2. Two Weeks Notice (2012)
3. Terminated (2013)

#### Поредица „Голямата библиотека“ (Great Library)
1. Ink and Bone (2015)
2. Paper and Fire (2017)
3. Ash and Quill (2018)
4. Smoke and Iron (2019)
5. Sword and Pen (2019)

- 0.1 Tigers in the Cage (2016)
- 0.5 Stormcrow (2016)

#### Поредица „Езерото Стилхаус“ (Stillhouse Lake)
1. Stillhouse Lake (2017)
2. Killman Creek (2017)
3. Wolfhunter River (2019)
4. Bitter Falls (2020)
5. Heartbreak Bay (2021)
6. Trapper Road (2022)

#### Поредица „Почести“ (Honors) – с Ан Агуайър
1. Honor Among Thieves (2019)
2. Honor Bound (2020)
3. Honor Lost (2020)

#### Участие в общи серии с други писатели

##### Поредица „Атина Форс“ (Athena Force)
18. Line Of Sight (2007)
от серията има още 26 романа от различни автори

#### Новели
- Chicks Kick Butt (2011)

#### Сборници
- Midnight Bites (2016)

### Като Роксан Конрад

#### Самостоятелни романи
- Copper Moon (1997)
- Bridge of Shadows (1998)
- Exile, Texas (2003)

#### Участие в общи серии с други писатели

##### Поредица „Старгейт SG-1“ (Stargate SG-1)
- Stepping Through the Stargate (2004) – с П. Н. Елрод

от серията има още 24 романа от различни автори

### Като Роксан Лонгстрийт

#### Самостоятелни романи
- Stormriders (1990)
- Red Angel (1994)
- Slow Burn (1996)

#### Поредица „Немъртви“ (Undead)
1. The Undead (1993)
2. Cold Kiss (1995)

### Като Джули Форчън

#### Поредица „Старгейт SG-1“ (Stargate SG-1)
- Sacrifice Moon (2004)

### Като Иън Хамъл

#### Поредица „Сенчест свят“ (Shadow World)
1. The Burning Goddess (1994) – с Клейтън Емъри
2. Clock Strikes Sword (1995) – със Стивън Билиъс
3. City of Assassins (1995)
4. Stormriders (1996)